# Naco
Nacoⓘ – jednostka osadnicza w Stanach Zjednoczonych, w stanie Arizona, w hrabstwie Cochise.